# La mia vita a Garden State
La mia vita a Garden State (Garden State) è un film del 2004 scritto, diretto e interpretato da Zach Braff.
La pellicola vede tra i suoi interpreti anche Natalie Portman, Jim Parsons, Peter Sarsgaard e Ian Holm. Proprio per avere un cast di questo livello, l'esordiente regista ha impiegato gran parte del modesto budget della pellicola (circa 2.500.000$).

## Trama
Andrew Largeman, detto Large, è un aspirante attore che si è trasferito dal New Jersey (soprannominato Garden State) a Los Angeles, in cerca di fortuna per la propria carriera. Vive grazie a piccole parti in modeste produzioni televisive e facendo il cameriere in un ristorante vietnamita.
Large si sveglia da un sogno - in cui sta seduto apaticamente su un aereo che precipita - per il messaggio telefonico di suo padre, che gli comunica la morte della madre paraplegica, annegata nella vasca da bagno. Il giovane lascia Los Angeles e torna a casa nel New Jersey per il funerale della madre dopo nove anni di assenza.
Durante il breve soggiorno nella sua città reincontra vecchi amici, parte di un mondo ormai distante da lui, con il quale si trova suo malgrado a doversi confrontare, tra i quali Mark e Dave, impiegati come scavatori di tombe, i quali lo invitano a una festa quella notte. A casa, il padre di Andrew gli procura un appuntamento dal medico per il mal di testa costante che lo segue da anni.
Più tardi Large va alla festa: lì reincontra Mark, Dave e Jesse, un vecchio amico che ha appena guadagnato una fortuna dopo aver creato un velcro silenzioso. Dopo aver fumato marijuana e aver assunto ecstasi alla festa, non partecipa all'orgia che inizia davanti ai suoi occhi, si risveglia ancora più confuso.
La mattina successiva, Large va dal medico: nella sala d'aspetto incontra una giovane donna di nome Sam, bugiarda patologica, che gli spiega in seguito che la maggior parte delle volte non sa perché mente e lo ammetterà sempre dopo. Dalla visita medica emerge che Large ha assunto litio e altri stabilizzanti dell'umore, nonché antidepressivi, dall'età di 10 anni, prescritti dal padre psichiatra, ma recentemente ha smesso di prenderli, ed ecco perché non prova più emozioni. Large trova Sam fuori dall'ufficio e le offre un passaggio a casa: qui incontra la madre della ragazza, che gli rivela inavvertitamente che la figlia ha l'epilessia. Più tardi, Large e suo padre si affrontano per avere un confronto prima che il giovane torni a Los Angeles.
Il giorno dopo Large e Sam trascorrono la giornata assieme, unendosi agli amici nella villa di Jesse. Large racconta l'episodio della sua infanzia che lo ha traumatizzato: dopo un litigio con la madre, l'aveva spinta contro una lavastoviglie rotta lasciandola paraplegica; suo padre lo aveva incolpato per la paralisi di sua madre e lo aveva messo sotto psicofarmaci per "frenare la rabbia". Sam ascolta e Large poi ammette di nutrire sentimenti per lei.
L'indomani Mark dice a Large che ha bisogno di aiuto per trovare un regalo d'addio per l'amico: assieme a Sam vanno di luogo in luogo per seguire una catena di scambi di oggetti e informazioni, finendo in una cava a Newark per ottenere l'oggetto finale dal custode, Albert. I tre visitatori discutono dei motivi per cui Albert e sua moglie scelgono di vivere nella cava, in una nave: per lui, vivere lì ed esplorare la cava significa "fare qualcosa di completamente unico, mai fatto prima" e che, ad ogni modo, ciò che conta davvero è vivere con la sua famiglia. Per tutta risposta, prima Large, seguito da Sam e Mark, salgono su un'escavatrice, sotto la pioggia scrosciante e urlano all'interno della cava. Large e Sam si baciano.
Finalmente Mark svela l'oggetto tanto ricercato: il ciondolo preferito dalla madre di Large che l'amico aveva rubato dalla sua tomba, come faceva di solito, poi venduto e successivamente riacquistato. Large alla fine affronta suo padre, affermando che non era da biasimare per l'incidente di sua madre e che vivrà il resto della sua vita senza medicine. Lui perdona suo padre e dice che vuole costruire una relazione migliore con lui. Grazie a Sam, e sempre accompagnato dai vecchi compagni di liceo, Large riesce ad aprirsi e ad affrontare i problemi che da lungo tempo rendevano la sua vita difficile e confusa.

## Produzione
Il film ha fatto parte della selezione per il Sundance Film Festival: Gary Gilbert ha finanziato interamente di tasca propria la produzione con 2,5 milioni di dollari, ma dopo la proiezione alla rassegna la pellicola è stata acquistata dalla Miramax e dalla Fox Searchlight per 5 milioni.

## Distribuzione
Uscito nelle sale americane il 20 agosto 2004 è arrivato in italia dopo quasi un anno il 17 giugno 2005.

## Incassi
Il film è stato accolto molto positivamente dal pubblico facendo vendere biglietti per 26,8 milioni di $ in USA e 9 milioni di $ nel resto del mondo per un totale di 35,8 milioni di $.

## Colonna sonora
La colonna sonora del film è stata selezionata da Braff stesso, che ha ricevuto un Grammy:
1. Coldplay - "Don't Panic"
2. The Shins - "Caring Is Creepy"
3. Zero 7 - "In The Waiting Line"
4. The Shins - "New Slang"
5. Colin Hay - "I Just Don't Think I'll Ever Get"
6. Cary Brothers - "Blue Eyes"
7. Remy Zero - "Fair"
8. Nick Drake - "One of These Things First"
9. Thievery Corporation - "Lebanese Blonde"
10. Paul Simon e Art Garfunkel - "The Only Living Boy in New York"
11. Iron & Wine - "Such Great Heights"
12. Frou Frou - "Let Go"
13. Bonnie Somerville - "Winding Road"

## Riconoscimenti
- Grammy Award
  - Per la colonna sonora selezionata da Zach Braff
- 2004 - National Board of Review
  - Miglior regista esordiente
- 2005 - Independent Spirit Award
  - Miglior film d'esordio